# Серра, Чико
Франси́ску «Чи́ко» («Ши́ку») Серра (порт. Francisco «Chico» Serra; род. 3 февраля, 1957 года, Сан-Паулу) — бразильский автогонщик, участник чемпионата мира по автогонкам в классе Формула-1. Победитель британского чемпионата по автогонкам Формулы-3 1979 года.

## Биография
В 1977 году выиграл чемпионат Великобритании в Формуле-Форд, на следующий год перешёл в Формулу-3, выступая сразу в двух британских чемпионатах в этом классе. В 1979 году выиграл объединённый британский чемпионат Формулы-3, одержав пять побед в гонках. В 1980 году соревновался в Формуле-2 за команду Рона Денниса «Project 4 March», в 1981 году дебютировал в чемпионате мира Формулы-1 за рулём автомобиля «Фиттипальди», за два года выступлений в этой команде набрал одно очко и 14 раз не сумел пройти квалификацию. В 1983 году провёл четыре гонки на старте чемпионата за команду «Эрроуз». После участия в единственной гонке в серии CART в 1985 году прекратил занятия автоспортом и вернулся к ним только в конце 1990-х годов, когда вышел на старт южноамериканского чемпионата по супертурингу. В 1999—2001 годах трижды завоёвывал звание чемпиона Бразилии в гонках кузовных автомобилей.
Сын Даниэл — также успешный автогонщик, выступающий на автомобилях класса GT, трёхкратный чемпион бразильской серии «Сток Кар», победитель гонки «24 часа Дейтоны» 2024 года в классе GTD Pro, двукратный победитель гонки «24 часа Ле-Мана» в категории LMGTE Pro.

## Результаты выступлений в Формуле-1
| Легенда к таблице |                                                                    |
| --- | ------------------------------------------------------------------ |
| В таблице перечислены результаты всех Гран-при Формулы-1, в которых принимал участие гонщик. Строками таблицы являются сезоны, столбцами — этапы чемпионата мира. В каждой клетке указаны сокращённое название этапа и результат, дополнительно обозначенный цветом. Расшифровка обозначений и цветов представлена в нижеследующей таблице. |                                                                    |
| \| Пример \| Описание \| \| ------------ \| ------------------------------------------------------------------ \| \| 1 \| Победитель \| \| 2 \| Второе место \| \| 3 \| Третье место \| \| 5 \| Финишировал, заработав очки \| \| Сход \| Не финишировал, но при этом заработал очки \| \| 12 \| Финишировал, не получив очков \| \| НКЛ \| Финишировал, но не попал в финальную классификацию \| \| 15 \| Участвовал вне зачёта, либо по отдельной классификации \| \| 18 \| Не финишировал, но попал в финальную классификацию \| \| Сход \| Не финишировал \| \| НКВ \| Не прошёл квалификацию \| \| НПКВ \| Не прошёл предквалификацию \| \| ДСК \| Дисквалифицирован \| \| ИСК \| Исключён из протокола соревнований \| \| ТТ \| Заявлен для участия только в тренировках \| \| НС \| Участвовал в квалификации, но не стартовал в гонке \| \| Т \| Травмирован или болен \| \| ОТК \| Отказ от участия \| \| НТР \| Прибыл на соревнования, но на трассу не выезжал \| \| НПР \| Был заявлен в числе участников, но не прибыл к началу соревнований \| \| О \| Соревнования отменены \| \| \| Не участвовал \| \| Поул-позиция \| \| \| Быстрый круг \| \| |                                                                    |
| Пример | Описание                                                           |
| 1 | Победитель                                                         |
| 2 | Второе место                                                       |
| 3 | Третье место                                                       |
| 5 | Финишировал, заработав очки                                        |
| Сход | Не финишировал, но при этом заработал очки                         |
| 12 | Финишировал, не получив очков                                      |
| НКЛ | Финишировал, но не попал в финальную классификацию                 |
| 15 | Участвовал вне зачёта, либо по отдельной классификации             |
| 18 | Не финишировал, но попал в финальную классификацию                 |
| Сход | Не финишировал                                                     |
| НКВ | Не прошёл квалификацию                                             |
| НПКВ | Не прошёл предквалификацию                                         |
| ДСК | Дисквалифицирован                                                  |
| ИСК | Исключён из протокола соревнований                                 |
| ТТ | Заявлен для участия только в тренировках                           |
| НС | Участвовал в квалификации, но не стартовал в гонке                 |
| Т | Травмирован или болен                                              |
| ОТК | Отказ от участия                                                   |
| НТР | Прибыл на соревнования, но на трассу не выезжал                    |
| НПР | Был заявлен в числе участников, но не прибыл к началу соревнований |
| О | Соревнования отменены                                              |
| | Не участвовал                                                      |
| Поул-позиция |                                                                    |
| Быстрый круг |                                                                    |

| Год  | Команда               | Шасси          | Двигатель | 1      | 2        | 3        | 4       | 5        | 6        | 7      | 8       | 9        | 10       | 11      | 12      | 13      | 14      | 15      | 16      | Место | Очки |
| 1981 | Fittipaldi Automotive | Fittipaldi F8C | Cosworth  | США 7  | БРА Сход | АРГ Сход | САН НКВ | БЕЛ Сход | МОН НКВ  | ИСП 11 | ФРА НС  | ВЕЛ НКВ  | ГЕР НКВ  | АВТ     | НИД НКВ | ИТА НКВ | КАН НКВ | СИЗ НКВ |         | -     | 0    |
| 1982 | Fittipaldi Automotive | Fittipaldi F8D | Cosworth  | ЮАР 17 | БРА Сход | СШЗ НКВ  | САН     | БЕЛ 6    | МОН НПКВ | ДЕТ 11 | КАН НКВ | НИД Сход | ВЕЛ Сход |         |         |         |         |         |         | 26    | 1    |
| 1982 | Fittipaldi Automotive | Fittipaldi F9  | Cosworth  |        |          |          |         |          |          |        |         |          |          | ФРА НКВ | ГЕР 11  | АВТ 7   | ШВА НКВ | ИТА 11  | СИЗ НКВ | 26    | 1    |
| 1983 | Arrows Racing Team    | Arrows A6      | Cosworth  | БРА 9  | СШЗ      | ФРА Сход | САН 8   | МОН 7    | БЕЛ      | ДЕТ    | КАН     | ВЕЛ      | ГЕР      | АВТ     | НИД     | ИТА     | ЕВР     | ЮАР     |         | -     | 0    |